# کاشنتسی
کاشنتسی (به بلغاری: Kashentsi) یک منطقهٔ مسکونی در بلغارستان است که در تریاونا واقع شده‌است.